# Benjamin Franklin Reinhart
Benjamin Franklin Reinhart (* 29. August 1829 bei Waynesburg, Greene County, Pennsylvania; † 3. Mai 1885 in Philadelphia) war ein US-amerikanischer Genre-, Porträt- und Historienmaler der Düsseldorfer Schule.

## Leben
Reinhart, jüngstes von neun Kindern des Ehepaares Joseph und Sarah Smith Reinhart, erhielt mit 15 Jahren seine erste künstlerische Ausbildung in Pittsburgh. 1847 ging er nach New York City, wo er an der National Academy of Design studierte. Die Sommer verbrachte er in dieser Zeit in Hayesville (Ohio), das er bei einer Ausstellung im Jahr 1848 als seine Adresse angab. 1850 reiste er zur weiteren Ausbildung nach Europa. In Düsseldorf, einem damals in den Vereinigten Staaten besonders durch die New Yorker Düsseldorf Gallery bekannten Kunstzentrum und Studienort, nahm er mehrere Jahre Privatunterricht, ehe er nach Studienaufenthalten in Rom und Paris 1853 die Heimreise in die Vereinigten Staaten antrat. Er eröffnete in New York City ein Atelier für Porträtmalerei und bereiste den Mittleren Westen und die Südstaaten. 1858 hielt er sich in Georgetown, Kentucky, auf.
Von 1859 bis 1861 lebte er zusammen mit dem Porträtmaler Theodore Sidney Moïse (1808–1885) in New Orleans. Ein begeisterter Kunstkritiker lobte Reinhart seinerzeit mit folgenden Worten: „Those who are interested in the fine arts can spend an hour or two with much pleasure by paying a visit to this truly talented and accomplished young artist, whose rooms are located at the frame and picture gallery of Hoffman, on Canal Street […]. [Reinhart’s] striking, lifelike resemblances and exquisite blending of colors with the delicate lights and shadows, proportions and effects, prove that, with a natural genius for art, he has also been an assiduous student, and his portraits may well be termed ‚speaking‘ pictures.“

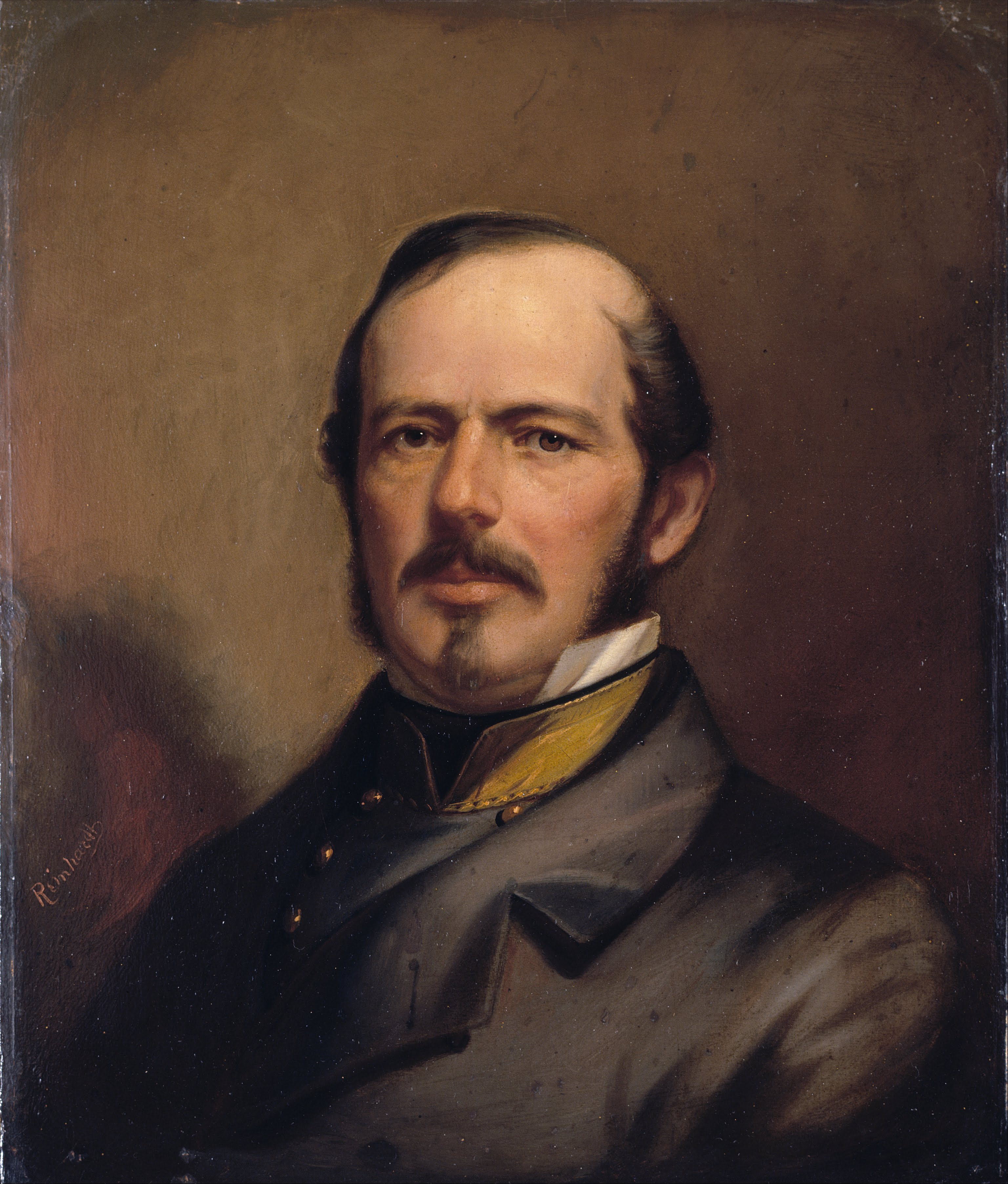
Bildnis des Südstaaten-Generals Joseph E. Johnston, 1860/1861, National Portrait Gallery Washington

Nach Standardbiografien entfloh er dem im April 1861 ausgebrochenen Sezessionskrieg durch Ausreise nach London. Laut Zeitungsberichten blieb er in dieser Zeit, in der er ein Bildnis des Südstaaten-Generals Joseph E. Johnston malte, jedoch in New Orleans und diente den Konföderierten Staaten von Amerika und deren Armee. Erst nach der Niederlage der Südstaaten soll er nach London geflohen sein. Dort war er als Genre- und Porträtmaler geschätzt. Weiter arbeitete er für die Sache des Südens und schuf ein Porträt des Generals Robert Edward Lee nach einer Daguerreotypie. Außerdem trat er durch Porträts der königlichen Familie sowie durch Bildnisse britischer Adeliger und Schriftsteller hervor, etwa von Alfred Tennyson und Thomas Carlyle.
Um 1868 kehrte er in die Vereinigten Staaten zurück und siedelte er sich in New York City an. Er stellte dort an der National Academy of Design aus und wurde 1871 als associate deren Mitglied.
Reinhart schuf Porträts, Genrebilder und Historien im Stil der Düsseldorfer Schule. Besondere Bekanntheit erlangte sein 1867 entstandenes, in der Sammlung der National Gallery of Art befindliches Gemälde The Emigrant Train Bedding Down for the Night (Der Auswanderer-Treck beim Halt vor der Nacht). Populär wurden seine romantisch-sentimentalen Mädchen-Bildnisse und Szenen mit spielenden Kindern. Einige seiner Motive fanden über Stiche und Chromolithografien weite Verbreitung.
Reinhart war der Onkel der US-amerikanischen Maler Charles Stanley Reinhart (1844–1896) und Albert Grantley Reinhart (1854–1926).